# Trichophthalma rufonigra
Trichophthalma rufonigra är en tvåvingeart som beskrevs av M. Josephine Mackerras 1925. Trichophthalma rufonigra ingår i släktet Trichophthalma och familjen Nemestrinidae. Inga underarter finns listade i Catalogue of Life.